# Caballo de buceo

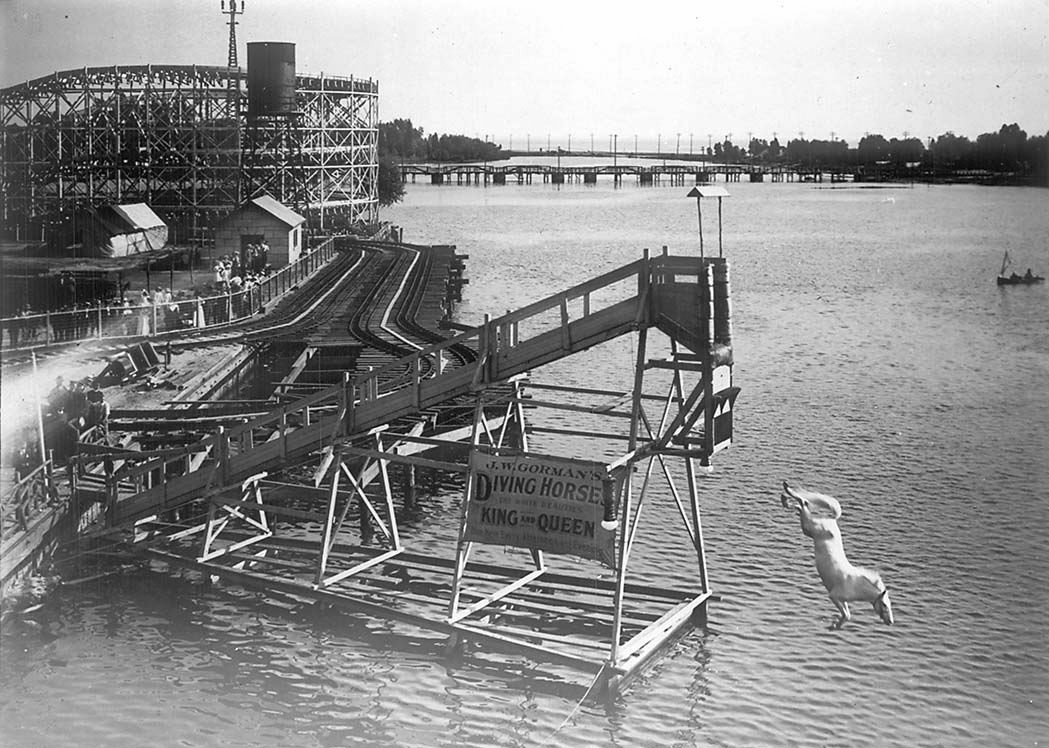
Un caballo de buceo en el parque de atracciones Hanlan's Point, Toronto, Ontario, Canadá, alrededor de 1907.

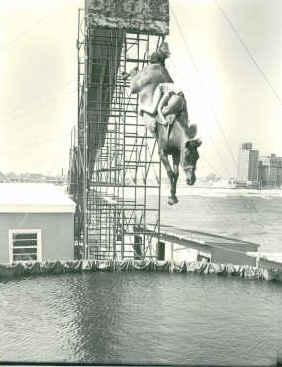
Caballo de buceo en Carver's Wild West Show en febrero de 1907.

El caballo de buceo fue una atracción popular de mediados de la década de 1880, en la que un caballo era sumergido en un cuerpo de agua, a veces desde una altura de hasta 20 metros.

## Historia
William «Doc» Carver fue quien tuvo la idea de las exhibiciones de buceo a caballo. Al parecer, en 1881 Carver estaba cruzando un puente sobre el río Platte (Nebraska) que se derrumbó parcialmente. Su caballo cayó en aguas profundas, lo que inspiró a Carver para inspirar una atracción para bucear con caballos. Carver entrenó a varios caballos a tal fin, con la intención de realizar una gira con su atracción. Su hijo, Al Floyd Carver, construyó la rampa y la torre, a la vez que Lorena Carver fue la primera jinete. Sonora Webster se unió al grupo en 1924, quien luego se casaría con Al Floyd Carver. El espectáculo se convirtió en una atracción permanente en el popular local de Steel Pier en Atlantic City. Allí, Sonora, Al y Lorena continuaron el espectáculo luego de la muerte de William.
En 1931, Sonora y su caballo «Red Lips» perdieron el equilibrio en la plataforma. Sonora sobrevivió a la caída, pero quedó ciega debido al desprendimiento de retina en ambos ojos. Continuó buceando mientras estaba ciega. Una película basada en su vida, Wild Hearts Can't Be Broken, se estrenó en 1991, basada en sus memorias «A Girl and Five Brave Horses».

## Bienestar de los animales
El espectáculo de buceo a caballo de manera permanente llevado a cabo en Steel Pier, Nueva Jersey fue prohibido. La presión de los activistas por los derechos de los animales y la disminución de la demanda llevaron al fin de la actividad por una ley en la década de 1970. Aunque hubo una breve reanudación del acto en el muelle en 1993, se cerró nuevamente en medio de la oposición. Los caballos a veces se zambullían cuatro veces al día, siete días a la semana. En 2012 hubo un intento de revivir los espectáculos en Steel Pier, que se detuvo cuando defensores del bienestar animal solicitaron a los propietarios que no realizaran los espectáculos. El presidente de la Sociedad Protectora de Animales de Estados Unidos declaró: «Este es un final misericordioso para una idea colosalmente estúpida».

## Efectos del muelle
El Steel Pier de Atlantic City también se usó para montar un dispositivo de medición (mareómetro) para monitorear los cambios en el nivel del mar del Océano Atlántico. Sin embargo, los cambios en el nivel del mar en el muelle resultaron ser causados por el peso de la multitud reunida para observar a los caballos buceando. Las mediciones de 1929 a 1978 indicaron un aumento del nivel del mar, cuando las multitudes eran regulares y causaron que el muelle se asentara ligeramente en el fondo suave y arenoso, excepto durante la pausa de los saltos de caballos de 1945 a 1953, cuando la falta de multitudes permitió que el muelle se elevara ligeramente.

## Ejemplos contemporáneos
En Lake George, Nueva York, el parque temático Magic Forest albergaba la única atracción de caballos de buceo que aún se realizaba en el país. Estuvo en funcionamiento desde 1977, originalmente con un caballo llamado Rex, luego reemplazado por un caballo capón llamado Lightning. El caballo saltaba dos veces al día durante una temporada de dos meses y se le dejaba el resto del año libre. En 2018, tras un cambio de dueños, la atracción fue removida.